# استوانیکو
استوانیکو (Estevanico) («استفان کوچک»؛ املای جدید استبانیکو) (Estebanico) (در حدود ۱۵۰۰–۱۵۳۹)، که همچنین او را با نام‌های استبان دی دورانتس (Esteban de Dorantes) یا مصطفی آزموری (Mustafa Azemmouri) می‌شناسند، اولین آفریقایی بود که در آمریکای شمالی کاوش کرد.
در حدود سال ۱۵۲۱ استوانیکو اسیر شد و به بردگی درآمد. وی در اسپانیا به یک اشراف‌زاده اسپانیایی فروخته شد. استوانیکو در سال ۱۵۲۷ از همراهان «سفر نارواز اسپانیایی» بود که به هدف کاوش «لا فلوریدا» به راه افتاده بودند. لا فلوریدا در آن زمان از فلوریدای کنونی تشکیل شده بود و تمام سرزمین‌های ناشناخته شمال و غرب، از جمله شمال مکزیک را در برمی‌گرفت.
از استوانیکو به عنوان «نخستین بزرگ‌مرد آفریقایی در آمریکا» یاد شده‌است.

## زندگی‌نامه

### اوایل زندگی
استوانیکو [نام اصلی او مصطفی آزموری است] در سال ۱۵۲۲ و در دوران جوانی، در شهر مراکشی آزمور واقع در ساحل اقیانوس اطلس که تحت کنترل پرتغالی‌ها بود، به بردگی فروخته شد. پیشینه او مشخص نیست. برخی از روایت‌های معاصر از او به عنوان «مور» یاد می‌کنند، اصطلاحی که در اصل به بربرها گفته می‌شود؛ در حالی که در سایر روایت‌ها او را «سیاه» می‌دانند که به برخی اجداد آفریقایی جنوب صحرا اشاره دارد.
او به یک اشراف‌زاده اهل اسپانیا به نام آندرس دورانتس د کارانزا فروخته شد. ممکن آزموری به عنوان یک مسلمان بزرگ شده باشد، اما از آنجا که اسپانیا به غیر کاتولیک‌ها، به ویژه به مسلمانان و یهودیان، اجازه سفر به «دنیای جدید» را نمی‌داد، اکثر مورخان معتقدند که او برای شرکت در این سفر باید به آیین کاتولیک رومی روی می‌آورد. نام مسیحی او، استبان (به معنی استفان)، نشان می‌دهد که او احتمالاً غسل تعمید یافته است.

### سفر اکتشافی نارواز
این سفر متشکل از ۳۰۰ مرد بود که به رهبری فرماندار تازه منصوب شده لا فلوریدا، پانفیلو د نارواز، در فوریه ۱۵۲۸ کوبا را به مقصد جزیره دلاس پالماس در نزدیکی تامپیکوی فعلی مکزیک ترک کردند تا در آنجا دو محل استقرار ایجاد کنند. طوفان و بادهای شدید کشتی‌ها را به سواحل غربی فلوریدا کشاند. کشتی‌های کاروان نارواز در سنت پترزبورگ کنونیِ فلوریدا در سواحل خلیج بوکا سیگا متوقف شدند. نارواز به کشتی‌هایش و ۱۰۰ مرد و ۱۰ زن دستور داد تا در جستجوی بندر بزرگی که کپتان‌ها می‌گفتند نزدیک است، به سمت شمال حرکت کنند. او ۳۰۰ مرد دیگر را با ۴۲ اسب به سمت شمال در امتداد ساحل هدایت کرد تا دوباره به کشتی‌هایش در بندر بزرگ بپیوندد. هیچ بندر بزرگی در شمال خلیج بوکا سیگا وجود ندارد و نارواز دیگر هرگز کشتی‌های خود را ندید.
بازماندگان پس از راهپیمایی ۳۰۰ مایلی به سمت شمال و جنگ مسلحانه با بومیان آمریکایی، قایق‌هایی ساختند تا در امتداد خط ساحلی ساحل خلیجی به سمت غرب حرکت کنند. آنها قصد داشتند تا به پانوکو و ریودلاس پالماس برسند. زمانی که آنها در نزدیکی جزیره گالوستون تگزاس بودند، گرفتار طوفان شدند. تقریباً ۸۰ مرد از طوفان جان سالم به در بردند که در نتیجهٔ امواج، به جزیره گالوستون کشانده شدند. بعد از سال ۱۵۲۹، آزموری و دو بازمانده دیگر از یک قایق، به بردگی سرخ‌پوستان کواهوئیلتکان درآمدند. سه سال بعد در ۱۵۳۲، آنها یک بازمانده از قایقی دیگر به نام الوار نونیز کابزا د واکا را پیدا کرده و با یکدیگر همسفر شدند.
در سال ۱۵۳۴ این چهار مرد به نام‌های کابزا د واکا، آندرس دورانتس د کارانزا، آلونسو دل کاستیلو مالدونادو و آزموری از اسارت گریختند و به سمت غرب، یعنی به طرف تگزاس امروزی و شمال مکزیک سفر کردند. آنها جزء اولین اروپایی‌ها و آفریقایی بودند که وارد غرب آمریکا شدند. از زمان رسیدن به فلوریدا و بعد از پیاده‌روی حدود ۲۰۰۰ مایل، سرانجام آنها به یک اقامتگاه اسپانیایی در سینالوآ رسیدند و سپس بعد از پیمودن ۱۰۰۰ مایل به سمت جنوب، به مکزیکوسیتی رفتند.
در سال ۱۵۴۲ کابزا د واکا کتاب «رلاسیون» را در مورد سفر ۸ ساله‌ای که او و همراهانش از آن جان سالم به در بردند منتشر کرد. این کتاب حاوی اطلاعاتی دربارهٔ آزموری بود و در سال ۱۵۵۵ تجدید چاپ شد. در این کتاب برای اولین بار مردم، حیات وحش، گیاهان و جانوران بومی آمریکای شمالی و گاومیش کوهان‌دار آمریکایی توصیف شده بود. در کتاب رلاسیون، کابزا د واکا اغلب از آزموری به عنوان «سیاه» یاد می‌کند و توضیح می‌دهد که او همیشه از سه بازمانده دیگر جلوتر حرکت می‌کرده‌است، زیرا وی قادر بوده با سرخ‌پوستان بومی ارتباط برقرار کند. در آخرین جمله رلاسیون، کابزا د واکا «سیاه» را که در این سفر همراه‌شان بوده، معرفی می‌کند.
در ترجمه مشترک استاد استرلینگ رولنا آدورن (دانشگاه ییل) و محقق چارلز پاتریک پاوتز، این جمله به این صورت ترجمه شده‌است: «چهارمین مرد استوانیکو نام دارد؛ او سیاه‌پوستی عرب زبان و از بومیان آزمور است». استاد مارتین آ فاواتا (دانشگاه تامپا) و خوزه بی فرناندز (دانشگاه فلوریدا مرکزی) در ترجمه مشترک خود، جمله آخر را به این صورت نوشته کرده‌اند: «چهارمی استبانیکو است، او یک عرب سیاه‌پوست و بومی آزمور است».
در سال ۱۵۳۹، یعنی سه سال پس از سفر ۸ ساله از فلوریدا به مکزیکوسیتی، نایب‌السلطنه اسپانیای جدید (مکزیک) آزموری را انتخاب کرد تا در سفری به سمت جنوب غربی به رهبری فرای مارکوس دی نیزا، به عنوان رهنمای اصلی خدمت کند. مقصد آنها «هفت شهر سیبولا» بود. مارکوس دی نیزا در رلاسیون خود گزارش داد که در سال ۱۵۳۹ آزموری در شهر زونی هاویکوه کشته شد. سرخ‌پوستانی که مرگ آزموری را به راهب مارکوس دی نیزا گزارش دادند، او را در حالی که کشته شده باشد ندیدند؛ بلکه فقط تصور کردند که او کشته شده‌است. آزموری اولین فرد غیربومی بود که از سرزمین‌های پوئبلو بازدید کرد.

### کاشف آمریکای شمالی
در سال ۱۵۲۷ دورانتس، در «سفر پانفیلو د نارواز» برای استعمار فلوریدا و ساحل خلیجی، آزموری را به بردگی گرفت. آنها در فوریه ۱۵۲۸ کوبا را ترک کردند و قصد داشتند دو محل استقرار در مکزیک کنونی در جزیره دلاس پالماس در نزدیکی تامپیکوی امروزی بسازند. کشتی‌های نارواز به دلیل بادهای شدید به سمت فلوریدا کشیده و نهایتاً در آوریل ۱۵۲۸ در خلیج بوکا سیگا متوقف شدند. پس از ناکامیابی در یافتن روستاهای دارای طلا در نزدیکی خلیج تامپا امروزی و پس از تحمل حملات متعدد بومیان آمریکایی، نارواز به امید یافتن مکان بهتری برای اسکان در خلیج بزرگی در شمال، نیروهای خود را تقسیم کرد. نارواز به کشتی‌ها دستور داد تا در امتداد ساحل به سمت شمال حرکت کنند. همزمان ۳۰۰ تن از نیروهای او در خشکی حرکت می‌کردند. وی قصد داشت در بندر بزرگ به نیروی زمینی خود بپیوندد. اما هیچ بندر بزرگی در شمال وجود نداشت و کشتی‌ها و نیروهای زمینی به یکدیگر نرسیدند. پس از طی ۳۰۰ مایلی به سمت شمال به رودخانه سنت مارکس رسیدند. نارواز تصمیم گرفت که در امتداد ساحل، با کشتی به سمت غرب حرکت کنند تا به پانوکو برسند. حدوداً ۲۵۰ بازمانده اسب‌های خود را ذبح کردند، فلزات افسار و رکاب‌ها را ذوب کردند و پنج قایق ساختند. آنها قصد داشتند با حرکت در امتداد ساحل خلیج مکزیک، به سکونتگاه اصلی اسپانیایی‌ها در پانوکو برسند. این قایق‌ها در سواحل تگزاس غرق شدند و بیشتر سرنشینان در دریا ناپدید شدند. حدود ۸۰ مرد زنده مانده و به ساحل رسیدند. اما بیشتر آنها در شش سال بعدی در اسارت بودند و در همان‌جا مردند یا توسط سرخ‌پوستان بومی کشته شدند. در نهایت فقط آزموری، دورانتس، کابزا د واکا و کاستیلو زنده ماندند. این چهار نفر سال‌ها در جزایر حائل تگزاس به عنوان برده خدمت کردند.
در سال ۱۵۳۴ چهار بازمانده به داخل آمریکا گریختند و درمانگر معنوی شدند. مردم با این درمانگران با احترام زیادی برخورد می‌کردند، به آنها غذا، سرپناه و تحفه می‌دادند و در روستاها به افتخار آنها جشن می‌گرفتند. هنگامی که این چهار نفر تصمیم به رفتن می‌گرفتند، روستاییان میزبان آنها را به سمت روستای بعدی رهنمایی می‌کردند. گاهی تا ۳۰۰۰ نفر آنها را تا روستای بعدی همراهی می‌کردند. این چهار نفر، قاره را تا غرب مکزیک و به سمت صحرای سونوران تا ناحیه سونورا در اسپانیای جدید (مکزیک کنونی) طی کردند. پس از یافتن یک سکونتگاه کوچک اسپانیایی، چهار بازمانده ۱۰۰۰ مایل به سمت جنوب سفر کردند و سرانجام در ژوئیه ۱۵۳۶ به مکزیکوسیتی رسیدند.

### سفر اکتشافی به نیومکزیکو و ناپدید شدن
در مکزیکوسیتی، چهار بازمانده در شمال در «هفت شهر سیبولا»، قصه‌هایی از قبایل بومی ثروتمند تعریف کردند که در میان اسپانیایی‌های مکزیک جنجال ایجاد کرد. هنگامی که سه اسپانیایی از رهبری یک سفر به شمال خودداری کردند، آزموری به آنتونیو د مندوزا، نایب‌السلطنه اسپانیا جدید فروخته شد. او آزموری را به عنوان رهنمای سفر به شمال منصوب کرد.
آزموری در سال ۱۵۳۹ مکزیکوسیتی را ترک کرد و به سینالوآ رفت. در آنجا وی به عنوان رهنما، راهب مارکوس دی نیزا را در یافتن هفت شهر افسانه‌ای سیبولا همراهی کرد. یک سال قبل، کورونادو سفری را به همین منظور آغاز کرده بود. آزموری قبل از گروه اصلی، همراه با گروهی از سرخ‌پوستان سونوران سفر را شروع کرد. به او دستور داده شد که با ارسال صلیب‌هایی به طرف گروه اصلی، نشان دهد که آیا اقلام قیمتی پیدا کرده یا خیر. اندازه صلیب ارسالی بسته به اندازه اقلام قیمتی بیشتر یا کمتر می‌شد. یک روز صلیبی رسید که به اندازه قد یک انسان بود. این امر باعث شد که دی نیزا به سرعت خود را به جلوی گروه برساند. ظاهراً آزموری به روستای A:shiwi در هاویکوه (در نیومکزیکوی امروزی) رسیده بود. بومیان محلی املای هاویکو را ترجیح می‌دهند. (اسپانیایی‌ها بعداً به A:shiwi, Zuñi گفتند. امروزه واژه Zuni (زونی) نیز استفاده می‌شود). قصه‌های رویارویی آزموری با A:shiwi همگی بر اساس افسانه هستند. هیچ روایت اول شخصی از آنچه در هاویکوه اتفاق افتاده وجود ندارد. به گفته مارکوس دی نیزا، زونی‌ها آزموری و تعداد زیادی از سرخ‌پوستان شمال مکزیک را که همراه او بودند، کشتند. پس از شنیدن این موضوع، دی نیزا به سرعت به اسپانیا جدید بازگشت.
در موردعلت یا نحوه مرگ آزموری هیچ قطعیتی وجود ندارد و احتمالاً هرگز این قضیه روشن نخواهد شد. تقریباً تمام قصه‌هایی که دربارهٔ مرگ او نقل می‌شوند، بر اساس افسانه یا حدس و گمان هستند. برخی از مورخان معتقدند که زونی‌ها ادعای آزموری مبنی بر اینکه نماینده گروهی از اروپاییان است که از عقب او می‌آیند را باور نکردند و لذا او را کشتند. برخی دیگر حدس می‌زنند که او به خاطر طلب فیروزه و درخواست رابطه با زنان کشته شده‌است. «رابرتز اَند رابرتز» نوشت که استوان اهل آفریقای شمالی بود. وی پر جغد می‌پوشید و کدوی مخصوصی را حمل می‌کرد و احتمالاً زونی‌ها تصور کرده‌اند که او فریبکار است؛ لذا او را کشتند. برخی دیگر بر این باورند که او ممکن شبیه به یک جادوگر شیطانی در آیین زونی به نام «چایکوانا» کاچینا بوده‌است. خوان فرانسیسکو مائورا در سال ۲۰۰۲ توضیح داد که زونی‌ها آزموری را نکشتند، بلکه او و دوستانش در میان A:shiwi باقی مانده‌اند. آنها نیز احتمالاً برای اینکه آزموری و دوستانش بتوانند آزادی خود را دوباره به دست بی‌آورند، تظاهر کردند که آنها مرده‌اند. برخی از افسانه‌های محلی می‌گویند که شخصیت کاچینا، چاکواینا، بر اساس شخصیت آزموری شکل گرفته‌است.

## کتابشناسی
- Adorno, Rolena and Partick Charles Pautz. "The Narrative of Cabeza de Vaca". Lincoln and London, University of Nebraska Press, 1999
- Arrington, Carolyn. Black Explorer in Spanish Texas: Estevanico, Austin, TX: Eakin Press, 1986
- Goodwin, Robert. Crossing the Continent, 1527–1540, New York: Harper Collins, 2008
- Herrick, Dennis. Esteban: The African Slave Who Explored America, Albuquerque: University of New Mexico Press, 2018.
- Katz, William Loren. The Black West, Garden City, NJ: Doubleday & Company, Inc. , 1971
- Logan, Rayford. "Estevanico, Negro Discoverer of the Southwest: A Critical Reexamination", Phylon 1 (1940): 305–314.
- Maura, Juan Francisco. Burlador de América: Alvar Núñez Cabeza de Vaca, Parnaseo/Lemir. Valencia: Universidad de Valencia, 2008.
- Maura, Juan Francisco. “Nuevas interpretaciones sobre las aventuras de Alvar Núñez Cabeza de Vaca, Esteban de Dorantes, y Fray Marcos de Niza,” Revista de Estudios Hispánicos (PR). 29.1–2 (2002): 129–154.
- MacDougald, James. "The Pánfilo de Narváez Expedition of 1528: Highlights of the Expedition and Determination of the Landing Place". St. Petersburg, FL, Marsden House, 2018.
- Shepherd, Elizabeth. The Discoveries of Esteban the Black, New York: Dodd, Mead, 1970. pp. 111–4. *